# نواس معكوس

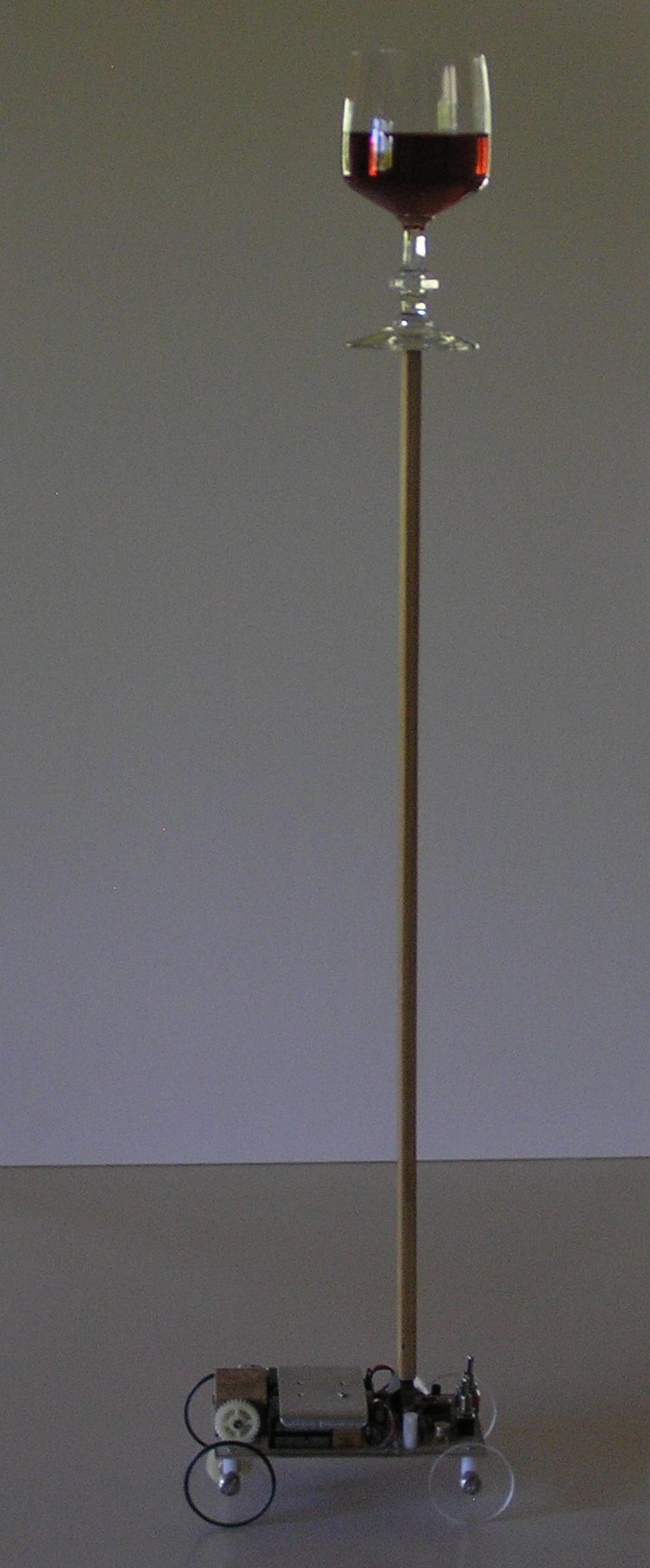
عربة توازن

الرقاص المعكوس هو رقاص مركز كتلته يقع فوق نقطة دوارن محوره. في العادة يتم تنصيبه مع نقطة دوران محوره على عربة متحركة بشكل عرضي. معظم التطبيقات تقوم بتقييد الرقاص إلى درجة واحدة من حرية الحركة عن طريق تثبيت العصا على محور الدوران. في حين ان الرقاص العادي يكون ثابتاً في حالة تعليقه لأسفل. فإن الرقاص المعكوس يكون غير ثابت بطبيعته، ويجب ان يكون متوازناً بإستمرار بحيث يبقى مستقيماً. يمكن عمل هذا اما بتطبيق عزم دوران عند النقطة المحورية، بتحريك النقطة المحورية افقياً كزء من نظام الاستجابة.يتغير معدل دوران الكتلة المركبة على الرقاص على محور موازي لمحور النقطة المحورية وبذلك ينتج عزم دوران كلي على الرقاص، أو بهز النقطة المحورية عمودياً. الرقاص المعكوس هو مشكلة تقليدية في علم الديناميكا ونظرية التحكم، ويتم اعتباره كمقياس أساسي لأغراض تجربة خطط التحكم.

## نظرة عامة
الرقاص المعكوس هو مشكلة تقليدية في أنظمة الديناميكا ونظرية التحكم، ويتم إستخدامها بشكل رئيسي لتجربة خوارزميات التحكم (شبكات الأعصاب، المنطق الضبابي، خوارزميات الجين..). يتم استخدام الرقاص المعكوس في عمليات إطلاق وتوجيه الصواريخ، حيث أن الجاذبية تؤثر على حراكية الهواء الخاصة بالصاروخ اثناء الارتفاع. مفهوم هذه المشكلة يمكن توضيحه بواسطة تطبيقات الآلية البسيطة، عربة تقوم بموازنة نفسها مثلاً.

## معادلات الحركة
معادلات الحركة للرقاص المعكوس تعتمد على القيود المفروضة على حركته. يمكن إنشاء الرقاص المعكوس في تكوينات مختلفة مما يُنتج عدداً من معادلات الحركة التي تصف سلوك الرقاص.

## أمثلة على الرقاص المعكوس
يمكن إيجاد الكثير من الأمثلة على الرقاص المعكوس في الطبيعة.
يمكن القول بأن الإنسان هو أقرب الأمثلة السائدة للرقاص المعكوس. الجزء العلوي للإنسان يقوم وبشكل مستمر بتعديل نفسه ليتوازن من الجزء السفلي أثناء الوقوف والمشي والجري.
الأمثلة الأخرى تشمل رقاص الإيقاع والمكانس المتوازنة بالإضافة إلى أداة قياس الطول اليدوية.